# مختار السباعي
مختار محمود محمد السباعي الحسني الإدريسي ولد في مدينة مصراتة في ليبيا في العام 1900، وتوفي في 31 أغسطس 1990 بمصراتة ليبيا. كان عالم دين ليبي.

## نشأة
نشأ بالمدينة نفسها  وتعلم بطريقة ذلك الزمان حيث حفظ القرآن الكريم، تزوج الشيخ  من فاطمة أحمد الفيتوري وكان له من الأولاد بالترتيب أحمد، محمد، عبد الله، عائشة، ودرس في علوم الفقه والعبادات والتوحيد، فصار عالمًا في علم التوحيد خصوصًا، ولما كان قد ولد في أسرة من نسب آل البيت فإنه نشأ على التدين والتقوى والصدق في القول والعمل والجد والاجتهاد، وكان ما ساعده على انتهاج سلوكه هذا هو أن أهله كانوا حملة للعلم ومجالسه، وكانوا مشائخًا للطريقة المنسوبة للشيخ الكامل دفين مكناس بالمغرب العربي، وعلى ذلك فالشيخ مختار هو سليل أسرة عربية أصيلة شريفة النسب والحسب، والمعلوم أن أسرة السباعي هي من الأسر العربية الموجودة على امتداد الوطن العربي من المحيط إلى الخليج، وجذورها ما بين الجزيرة العربية والعراق، وكان الشيخ الأول منهم قد رحل إلى المغرب العربي زمن الذود عن حياض دور الإسلام ضد غزوات فرسان القديس يوحنا، وقد قام الشيخ الجليل مختار السباعي بخدمة الطريقة الصوفيةالعيساوية أكثر من خمسين سنة عرفت الطريقة أثناء مشيخته التزاما باتباع الكتاب والسنة النبوية المطهرة والمنهج القائم على المحبة ، وكان ملتزما باللغة العربية حتى قيل أنه أثناء وظيفته كان لا يقبل الطلب الموجه إليه إلا باللغة التي تحمل علامات التشكيل، وقد أنعكس ذلك على أدائة في خدمة الطريقة المذكورة، حيث عمل على وضع علامات التشكيل على أحزابهاـ أي جمع حزب ـ وأورادها، حتى تستقيم مع الصورة السليمة للقراء، وقد اتسمت شخصية الشيخ بالمهابة والجلال  وكان قريبا من مريديه ومحبيه، دائم الهدوء حيث كان له في نفسه شأن يغنيه فلا يتكلم إلا فيما يعنيه، وقد كتب الأستاذ أحمد القطعاني الذي أخذ عن الشيخ مختار السباعي وصحبه ولزمه لسنين طوال حتى توفى ترجمة موسعة مطولة جدا لشيخه فيها الكثير من التفاصيل والمواضيع والفوائد المهمة جدا كان دوّن جلها في حياة الشيخ من معاصرته اياه ومن نطق لسانه مباشرة أيضا وعنها نقلت هذه النبذة المختصرة، وعنها أيضا أنقل أبياتا قالها الأستاذ القطعاني في مدح شيخه وأسلافه الكرام، وهي:
عن مجلة الأسوة الحسنة عدد 69 الصادر في 2007/4/18 م